# Chararina
Chararina(キャラリナ)は、プラエセンス株式会社が提供しているデスクトップ常駐型アプリケーションの一つで、デスクトップマスコットと呼ばれるソフトウェアの一種である。

## 概要
Chararinaの開発はソフトウェア技術者である中西巧らが国立舞鶴工業高等専門学校在学中の1993年に構想した仮想人格エージェントを用いたヒューマン・マシン・インターフェースに端を発する。1998年10月、「ペルソナウェア」という名前でフリーソフトとして無償公開された本ソフトは、PC内にキャラクター(仮想人格)を常駐させるというコンセプト、ウィンドウ枠を廃しキャラクター画像を直接デスクトップ上に表示する大胆な画面構成、デフォルトで同梱されたキャラクター「春菜」の愛らしさなどから高い人気を博すようになった。ペルソナウェアからは2度の名称変更を経てChararinaとなった。
キャラクターを開発するキットも無償公開され、第三者が独自のキャラクターを制作できることから、Chararina用のさまざまなキャラクターが数多く公開されている。
2000年10月のバージョンアップでは、公式キャラクター「春菜」とペルソナウェア本体をあわせて2,500円の有償公開に切り替わった。同時に開発母体「春菜プロジェクト」が法人化され、プラエセンス株式会社となった。
その後2002年7月にペルソナウェア本体は無償に戻り、公式キャラクター部分のみが有料という形となる。2004年7月にバージョン3.00が公開されるとともに、名称はChararinaへ変更された。

## Chararinaの特徴
Chararinaはキャラクターの画像・音声・プログラム部分からなる「(Chararina用)キャラクター」と、それらを駆動するChararina本体から構成される。もともと「仮想人格処理系」と銘打たれていたこともあり、Windowsの画面上に画像を表示したりクリックイベント処理をすることは一からC言語等で構築することに比べるとかなり容易である。プログラムを記述する必要のないキャラクター開発ツール「キャラクターメーカー」も2003年7月1日より公開されている。
キャラクターのプログラムは「綾織(あやおり)」というC言語に似た構造を持つ独自の言語で開発され、Chararina本体はコンパイル済み綾織ファイルを実行するための一種のバーチャルマシン環境である。これによりキャラクターの機能がChararina本体があらかじめ用意する機能の範囲に制限される欠点を持つ反面、高いセキュリティを保つことが可能になった。
ChararinaのVer.1.50からは第三者がChararinaに新しい機能を付加できるよう、DLL形式のプラグイン機構が追加された。Chararinaに標準で搭載されているメールチェッカ、時計合わせなどの機能はプラグイン形式で実装されている。

## Chararinaの変遷
1998年10月
ペルソナウェアVer.0.91がフリーソフトとして初公開される。その後Ver.0.93dまでバージョンアップが行われる。
2000年9月
開発母体「春菜プロジェクト」が法人化し、プラエセンス株式会社設立。
2000年10月
ペルソナウェア Ver.1.00公開。2,500円の有料ソフトウェアとなり、ダウンロード販売される。この時点では0.93以前のキャラクターを直接動作させることはできなかったため、キャラクターコンバータが公開された。その後、ペルソナウェア内部に0.93形式の互換動作モードである0.93eが用意された。
2002年7月
Ver.2.00へのバージョンアップに伴い、名称が「ペルソナウェア2002」に変更された。課金形態も変更され、ペルソナウェア2002自体は無料に戻り、「春菜」などのプラエセンス社製公式キャラクターが月額固定の有料課金となった。
2004年7月
Ver.3.00へのバージョンアップ。名称が「ペルソナウェア2002」から「Chararina」に変更。
2007年1月
Ver.3.30へのバージョンアップ。Windows Vista対応など。
2013年9月
後継プロジェクト「キャラリナ」を公開。対応OSはAndroidおよびiOS。
2017年11月
「キャラリナ」Android版およびiOS版のサービスを2017年12月15日付で終了することを発表。

## その他
- Ver.0.93の時点ではZmemoなどの互換環境のほか互換綾織コンパイラまでが存在していたが、現在では見られない。
- Ver.0.93までキャラクターの画像・音声・プログラム部分は「ペルソナ」と呼称されていたが、Ver.1.00より「キャラクター」とされた。